# Шинтеу
Шинтеу (рум. Șinteu) — село у повіті Біхор в Румунії. Адміністративний центр комуни Шинтеу.
Село розташоване на відстані 408 км на північний захід від Бухареста, 45 км на схід від Ораді, 91 км на північний захід від Клуж-Напоки.

## Населення
За даними перепису населення 2002 року у селі проживали 537 осіб.
Національний склад населення села:
| Національність | Кількість осіб | Відсоток |
| -------------- | -------------- | -------- |
| словаки        | 525            | 97,8%    |
| румуни         | 11             | 2,0%     |

Рідною мовою назвали:
| Мова      | Кількість осіб | Відсоток |
| --------- | -------------- | -------- |
| словацька | 527            | 98,1%    |
| румунська | 9              | 1,7%     |